# William Michael Joensen
William Michael Joensen (Waterloo, 8 luglio 1960) è un vescovo cattolico statunitense, dal 18 luglio 2019 vescovo di Des Moines.

## Biografia
William Michael Joensen è nato a Waterloo, nell'Iowa, l'8 luglio 1960 ed è il maggiore dei cinque figli di Alfred W. Joensen e Marilyn E. (nata Simington). È cresciuto ad Ames.

### Formazione e ministero sacerdotale
Nel 1982 ha conseguito un Bachelor of Science in zoologia presso l'Università statale dell'Iowa ad Ames e frequentava la facoltà di medicina dello stesso ateneo quando ha deciso di entrare in seminario. Ha compiuto gli studi ecclesiastici presso il Pontificio collegio Josephinum a Columbus dal 1984 al 1989 ottenendo il Master of Arts in teologia morale e il Master of Divinity.
Il 24 giugno 1989 è stato ordinato presbitero per l'arcidiocesi di Dubuque nella chiesa della Natività a Dubuque da monsignor Daniel William Kucera. In seguito è stato vicario parrocchiale della parrocchia del Sacro Cuore e insegnante presso la Columbus High School a Waterloo dal 1989 al 1992; vicario parrocchiale della parrocchia della Resurrezione a Dubuque dal 1992 al 1995. Nel 1995 è stato inviato a Washington per studi. Ha risieduto nella parrocchia di Santa Bernardette a Silver Spring fino al 1997. Nel 1997 ha conseguito la licenza in filosofia presso l'Università Cattolica d'America con una tesi intitolata "Yves R. Simon on euthanasia and physician-assisted suicide: a study of virtue, moral appearances, and natural law" avendo per relatore il prof. Robert Sokolowski, Ph.D., e lettore padre Kurt Pritzl, O.P. Tra il 1997 e il 1998 ha trascorso un periodo di formazione presso la Pontificia Università Gregoriana e la Pontificia accademia di San Tommaso d'Aquino con residenza presso la Casa Santa Maria del Pontificio collegio americano del Nord. Tornato in patria ha preso residenza nella parrocchia di Santa Jane de Chantal a Bethesda e ha proseguito gli studi all'Università Cattolica d'America. Nel 2002 ha conseguito il dottorato in filosofia con una dissertazione intitolata "Genetic enhancement and the ends of medicine and human life" avendo per direttore il prof. Robert Sokolowskit, Ph.D., e lettori il prof. Jean DeGroot, Ph.D., e il prof. Edmund D. Pellegrino, M.D.
Tornato in diocesi è divenuto membro dello staff del Loras College di Dubuque. È stato professore associato di filosofia dal 2002 al 2010; presidente della divisione di filosofia, religione e teologia e membro ex officio del consiglio accademico dal 2007 al 2010 e decano per la vita spirituale del campus dal 2010. Dal 2017 al 2018 ha trascorso un anno sabbatico garantito dal decano accademico, del presidente del college e dal comitato per lo sviluppo.
Ha esercitato il ministero pastorale come direttore spirituale del seminario "San Pio X" di Dubuque dal 2001 al 2010; cappellano dello Stonehill Franciscan Care Center di Dubuque dal 2002 al 2003; cappellano del Clarke College di Dubuque dal 2003 al 2010 e cappellano del Laras College dal 2010 al 2014.
È stato anche membro del comitato etico dello Stonehill Care Center di Dubuque dal 1992 al 1995 e dal 2002 al 2003; membro del consiglio editoriale della rivista Catholic Studies in Bioethics (una sottoserie di filosofia e medicina della Kluwer Academic Publishers) dal 1991 al 1995; membro della commissione medico-morale dell'arcidiocesi di Dubuque dal 1994 al 2017; segretario e presidente del comitato per il fondo di sviluppo dell'Hospice di Dubuque dal 2009 al 2017 e membro del comitato etico del Finley Hospital di Dubuque dal 2004 al 2009 e dal 2014 al 2019.

### Ministero episcopale
Il 18 luglio 2019 papa Francesco lo ha nominato vescovo di Des Moines. Ha ricevuto l'ordinazione episcopale il 27 settembre successivo nella chiesa di San Francesco d'Assisi a Des Moines dall'arcivescovo metropolita di Dubuque Michael Owen Jackels, co-consacranti il vescovo di Sioux City Ralph Walker Nickless e quello di Davenport Thomas Robert Zinkula. Durante la stessa celebrazione ha preso possesso della diocesi.
Nel gennaio del 2020 ha compiuto la visita ad limina.
È membro dell'American Catholic Philosophical Association, dell'American Maritain Association e dell'American Philosophical Association.
È autore di numerose pubblicazioni.

## Genealogia episcopale
La genealogia episcopale è:
- Cardinale Scipione Rebiba
- Cardinale Giulio Antonio Santori
- Cardinale Girolamo Bernerio, O.P.
- Arcivescovo Galeazzo Sanvitale
- Cardinale Ludovico Ludovisi
- Cardinale Luigi Caetani
- Cardinale Ulderico Carpegna
- Cardinale Paluzzo Paluzzi Altieri degli Albertoni
- Papa Benedetto XIII
- Papa Benedetto XIV
- Papa Clemente XIII
- Cardinale Enrico Benedetto Stuart
- Papa Leone XII
- Cardinale Chiarissimo Falconieri Mellini
- Cardinale Camillo Di Pietro
- Cardinale Mieczysław Halka Ledóchowski
- Cardinale Jan Maurycy Paweł Puzyna de Kosielsko
- Arcivescovo Józef Bilczewski
- Arcivescovo Bolesław Twardowski
- Arcivescovo Eugeniusz Baziak
- Papa Giovanni Paolo II
- Cardinale Justin Francis Rigali
- Arcivescovo Joseph Fred Naumann
- Arcivescovo Michael Owen Jackels
- Vescovo William Michael Joensen

## Araldica
| Stemma | Titolare                                      | Descrizione |
|        | William Michael Joensen Vescovo di Des Moines | Partito: al primo d'azzurro disseminato di gigli d'oro, allo scudetto bandato di sei pezzi d'oro e d'azzurro, bordato di rosso, al capo merlato d'oro; al secondo trinciato abbassato: al I d'azzurro disseminato di stelle (8) d'argento, all'ombra di sole d'oro, caricata delle lettere IHS di nero; al II di verde, a due fasce ondate abbassate d'argento; alla banda d'oro attraversante sulla trinciatura, caricata della fede. Ornamenti esteriori da vescovo. Motto: "Exquirite faciem suam" ("Cercate il suo volto"). |